# Leila Rodríguez Stahl
Leila Rodríguez Stahl (San José, 30 de marzo de 1942) fue la primera dama de Costa Rica entre 2002 y 2006 al ser la segunda esposa del expresidente Abel Pacheco. Es bisnieta del destacado científico Agustín Stahl.

## Biografía
Es hija de Yurán Rodríguez y de Leila Stahl Navarro. Tiene tres hermanos; Mayra, María Elena y Yurán.
Cursó la educación primaria en la Escuela Vitalia Madrigal y se graduó de secundaria en el Colegio Sagrado Corazón de Jesús. Cursó estudios de secretariado bilingüe en la Escuela Boston y en la American Business Academy, y de arte y pintura en Chicago, Estados Unidos. Ha incursionado en la pintura, la escultura y la música clásica.
Se casó con Pacheco el 20 de noviembre de 1975 con quien tiene un único hijo; Fabián Pacheco Stahl. Pacheco tiene cinco hijos de su matrimonio anterior.
Como primera dama impulsó el programa Así somos que buscaba fortalecer la cultura y la identidad costarricense a nivel comunitario y apoyó los Proyectos; Detener la Exclusión, Crear Valor, Reconstrucción de la Escuela Especial Fernando Centeno Güell, Fortalecimiento del Centro Nacional de Recursos para la Inclusión Educativa, Proyecto de Sillas de Ruedas, Proyecto de Equipamiento de la Clínica Oftalmológica y Cadena Mayor.
Además cabe recalcar que fue Miss Costa Rica 1960, viajó a Miami, Florida a representar a Costa Rica en Miss Universo 1960, donde no clasificó al cuadro de finalistas. Sin embargo es hasta el momento la primera y única Miss Costa Rica que ha sido primera dama de la República.